# San Nicola Arcella
San Nicola Arcella – miejscowość i gmina we Włoszech, w regionie Kalabria, w prowincji Cosenza.
Według danych na rok 2004 gminę zamieszkiwało 1375 osób, 125 os./km².